# Hydrophorus polychaetus
Hydrophorus polychaetus är en tvåvingeart som beskrevs av Yang 1998. Hydrophorus polychaetus ingår i släktet Hydrophorus och familjen styltflugor. Inga underarter finns listade i Catalogue of Life.